# Мона Даркфезер
Жозефина М. Уоркман (англ. Josephine M. Workman), более известная под своим сценическим псевдонимом Принцесса Мона Даркфезер (англ. Princess Mona Darkfeather; в переводе Принцесса Мона Темное Перо) (13 января 1882 — 3 сентября 1977) — американская актриса, сыгравшая главные роли в индейских и вестерн-драмах. В эпоху немого в кино, с 1911 по 1917 годы она появилась в 102 фильмах. Она наиболее известна своей ролью Цветка прерии в «Исчезающем племени» (1914).
Её карьера началась в 1909 году, когда она откликнулась на объявление в местной газете, размещённое продюсером/режиссёром Томасом Инсом из кинокомпании Bison Motion Pictures. В то время, когда киностудии редко нанимали коренных американцев, киностудия искала актрису с физическими данными для изображения американского индейца, способную выполнять трюки и ездить на лошадях. Хотя она никогда раньше не снималась, Уоркман соответствовала внешности, которую хотел Инс. Она, очевидно, приукрасила свои навыки верховой езды, поскольку у неё их не было, но, тем не менее, она быстро их освоила. Получив сценическое имя Мона Даркфезер (а позже «Принцесса» Мона Даркфезер), она сыграла свою первую главную роль индейской девы по имени Овани в фильме 1911 года «Большая любовь Овани».

## Ранняя жизнь
Она родилась под именем Жозефина М. Уоркман в Бойл Хайтс, Калифорния, и была крещена в Plaza Church, Лос-Анджелес, когда ей было четыре месяца. Она была дочерью Джозефа Мануэля Воркмана (1833—1901)[2] и Жозефины Мэри Белт (1851—1937). Её братьями и сестрами были Мэри Кристина Уоркман (1870—1963); Агнес Элизабет Уоркман (1872—1957); Мари Люсиль «Люси» Уоркман (1875—1944); Уильям Джозеф Уоркман (1877—1956); Джордж Д. Уоркман (1879—1903); и Нелли Уоркман (1886—1888).
Её дедушкой и бабушкой были Уильям Воркман (1799—1876), уроженец Англии, и Николаса Уриосте (1802—1892), уроженка Таос-Пуэбло в Нью-Мексико. Согласно данным музея семейного поместья Уоркманов и Темплов, её бабушка по отцовской линии Николаса была также родом из Таос Пуэбло. Её мать была шотландского и чилийского происхождения. Сама Даркфезер утверждала, что у неё испанское происхождение. Она была членом известной семьи первопроходцев Уоркман из Лос-Анджелеса. В 1870 году её дед, Уильям Уоркман (1799—1876), передал 814 акров (3,29 км²) земли, часть Ранчо Ла Пуэнте, своему сыну, Джозефу М. Уоркману. Согласно этому договору, земля должна была перейти к детям Джозефа после его смерти.
Её родители разошлись в 1893 году, и Жозефина жила с матерью. В 1895 году Джозеф Уоркман передал свои земли Ранчо Ла Пуэнте О.Т. Бассету. 22 марта 1915 года Жозефина (Белт) Уоркман вышла замуж за Дэвида Д. Партена (1857—1929), сотрудника правоохранительных органов, который погиб после того, как его случайно сбила идущая сзади машина.

## Семейная жизнь
В 1912 году Даркфезер вышла замуж за кинорежиссёра и актёра Фрэнка Э. Монтгомери (урождённый Фрэнк Акли; 1870—1944). В 1914 году Фрэнк Э. Монтгомери переехал в Спокан, штат Вашингтон, чтобы открыть и руководить своей школой киноактерского мастерства. Даркфезер стала сотрудничать с труппой в качестве инструктора. В 1928 году Даркфезер и Монтгомери развелись. В конце того же 1928 года Даркфезер вышла замуж за банкира и финансиста Альфреда Весслинга и была с ним вплоть до их развода в 1935 году. 23 декабря 1937 года Монтгомери и Даркфезер вновь поженились после девяти лет разлуки и оставались в браке до смерти Монтгомери в 1944 году.

## Кинокарьера

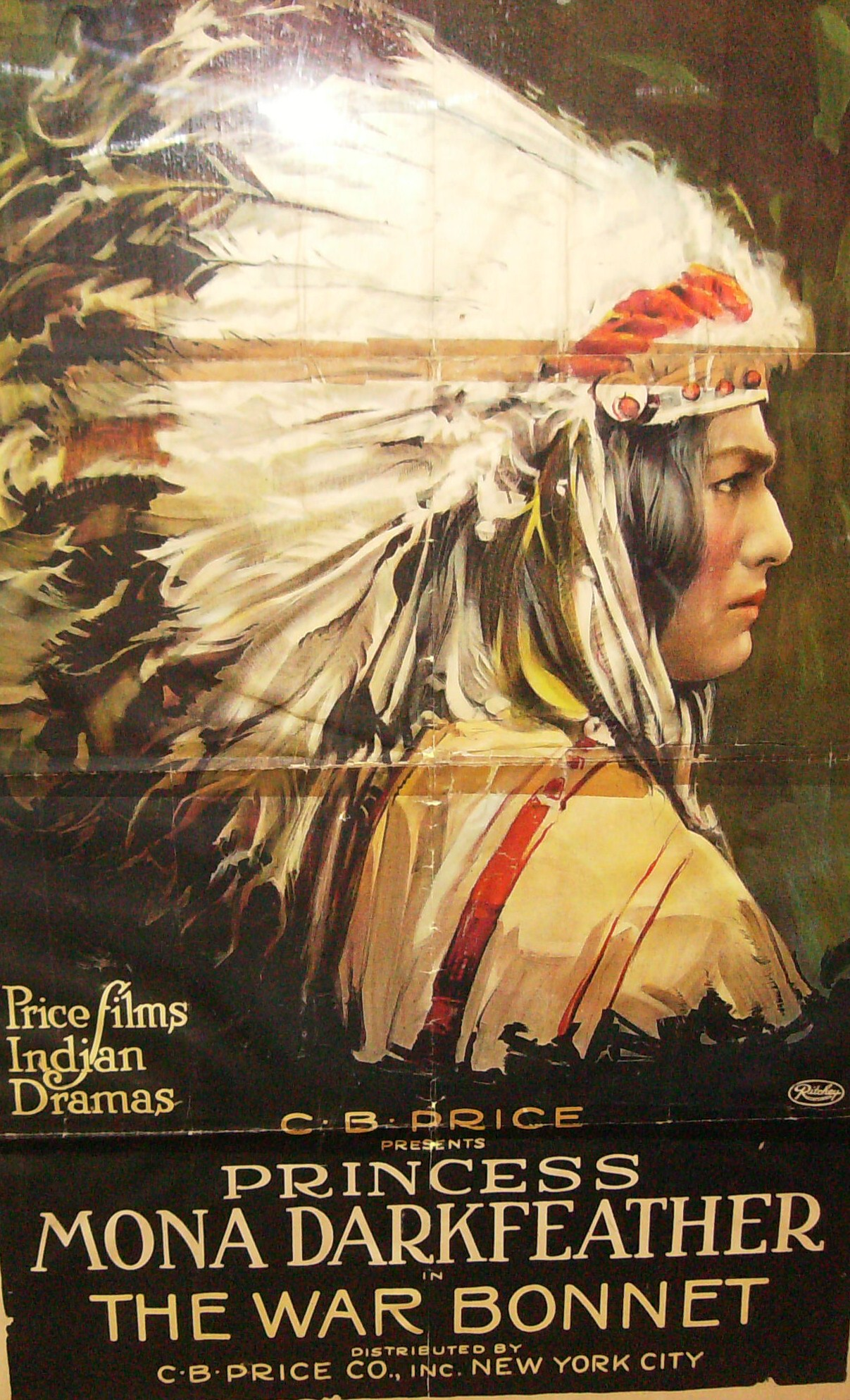
«Военный чепчик» (1914)

Откликнувшись в 1909 году на газетное объявление кинокомпании Bison Motion Pictures, которая приглашала «девушек с экзотической внешностью» на роль «индейских дев», она вскоре прославилась как «принцесса Мона Даркфезер», известная тем, что вскакивала на своего пегового пони, «Команча», и мчалась галопом верхом.
Даркфезер была известной артисткой кино, которая регулярно снималась в индейских и вестерн-драмах. Хотя она имела в основном европейское и чилийское происхождение, ранняя реклама Даркфезер утверждала, что она — полнокровная индианка племени черноногих. Она говорила, что является индейской принцессой, что она стала кровным членом племени черноногих и получила титул принцессы от «вождя Большого Грома».
Она играла роли индеянок в односерийных мелодрамах, таких как «Белый индеец» (1912) и «Заговор черноногих» (1912), а также в полнометражных фильмах. К тому времени она уже была крупной кинозвездой. Она также сыграла главные роли испанских женщин в нескольких исторических драмах.
Даркфезер регулярно появлялась в фильмах Монтгомери через различные кинокомпании, на которые он работал, включая Bison Company, Universal, Kalem Company и Sawyer Inc. Под руководством своего мужа/режиссёра Фрэнка Э. Монтгомери Даркфезер сыграла роли индейцев и нескольких испанок во многих фильмах компании Bison Company. Даркфезер снималась в фильмах для Bison с 1909 года, Selig Polyscope Company с 1909 по 1913 год, Nestor Studios в 1912 году и для Kalem Studios с 1913 года. Монтгомери снял её в двухсерийном фильме 101-Bison «Резня четвёртой кавалерии» (1912). Среди других фильмов, в которых он снял её, — «Лесной роман», «За мир в Медвежьей долине» и «Правосудие дикой природы», вышедшие в 1913 году, в которых она играла вместе с Гарри фон Метером.
Даркфезер была первым выбором Сесила Б. Демилля на роль жены индейца Нат-у-ритч в его знаменитом вестерне «Человек-скво» (1914), но она была слишком занята, так как она и Монтгомери самостоятельно продюсировали свои фильмы для выпуска через Kalem Company, и не смогла сыграть эту роль .
В 1914 году она и Монтгомери присоединились к кинокомпании Universal Film Company и продолжили сотрудничество над десятками вестернов. В 1917 году Даркфезер снялась в своем последнем фильме, «Скрытая опасность», после чего ушла с экрана.
Некоторое время после ухода с экрана она выступала в театре под именем принцессы Даркфезер. В конце августа 1918 года она выступила в театре «Либерти» в Такоме, штат Вашингтон, как актриса, певица и лектор. В своем «гремучем» платье она появлялась после каждого показа художественного фильма «Глаза мира» (1917) с Монро Солсбери в главной роли, чтобы спеть и дать совет всем девушкам в зале с амбициями попасть в шоу-бизнес.
В сентябре 1918 года она и её муж, Фрэнк Монтгомери, жили по адресу 1117 3-я авеню в Сиэтле, штат Вашингтон, когда он зарегистрировался в местной призывной комиссии для участия в Первой мировой войне. Он указал свою нынешнюю профессию как менеджер звёзд. В 1920 году они вернулись в Лос-Анджелес и жили по адресу 2518 Мейпл-авеню.

## Фильмография
:Полный список фильмов см. в английском разделе.

## Поздняя жизнь

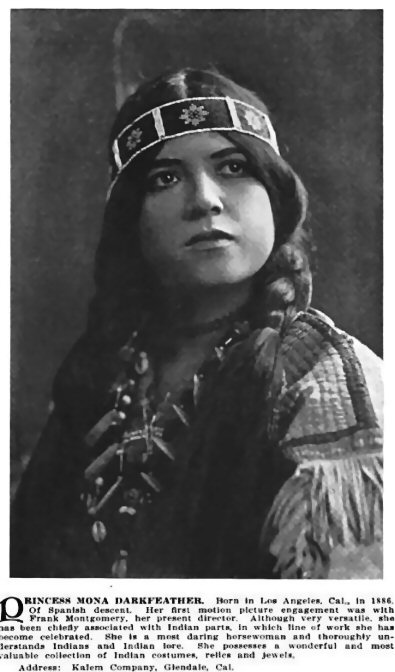
Кто есть кто в мире кино: 1914

В конце января 1921 года она выиграла в Лос-Анджелесе судебный процесс, который она инициировала 24 июня 1918 года против Чарльза Н. Бассета, чтобы вернуть долю в земельном участке Ранчо Ла Пуэнте, который её отец продал отцу Бассета в 1895 году. Хотя в 1895 году ей исполнилось 12 лет, ей никогда не вручали повестку об отказе от права собственности как наследнице имущества, как и её старшим братьям и сёстрам. По решению суда она получила одну девятую долю в 315 акрах (1,27 км²) самой большой ореховой рощи в Калифорнии, расположенной на станции Бассетт, недалеко от Эль-Монте, и ей было присуждено денежное решение на сумму 129 163 доллара. Однако решение было отменено Верховным судом в Сан-Франциско 22 сентября 1922 года.
Даркфезер и Монтгомери развелись в 1928 году. Тогда же она снова вышла замуж за богатого банкира/финансиста Альфреда Г. Весслинга (1869—1941). В 1930 году Весслинги жили по адресу 352 North Myrtle Avenue в Монровии. В 1934 году они жили по адресу 931 Manhattan Avenue в Хермоза-Бич.
В 1935 году они развелись. 23 декабря 1937 года Мона и Фрэнк Монтгомери, который к тому времени был техником звукового отдела Hal Roach Studios и работал над фильмом «Весело живём» с Констанс Беннетт в главной роли, вновь поженились в доме Даркфезер по адресу 1420 ½ Mohawk Street, Эхо-Парк. Они оставались женатыми до его смерти в 1944 году.
Скончалась Мона Даркфезер в возрасте 94 лет от инсульта, вызванного церебральным атеросклерозом, в реабилитационном центре на бульваре Саут-Креншоу, Лос-Анджелес. Похоронена в секции K, лот 116, могила 7, на кладбище Святого Креста, Калвер-Сити, Калифорния, под именем Жозефина Уоркман.